# Zandtransport bij de Arnhemse tram

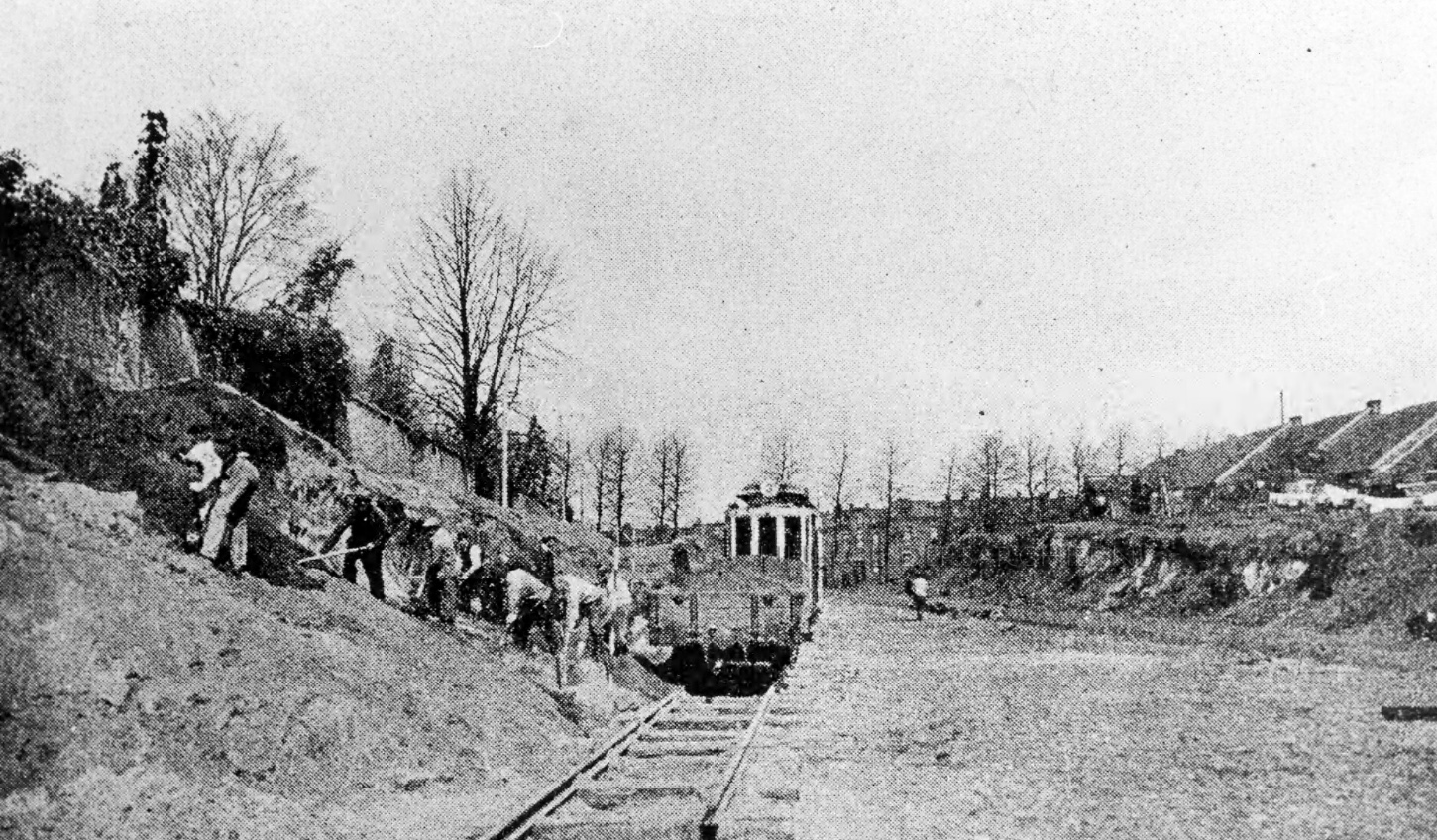
Een zandtram in 1918.

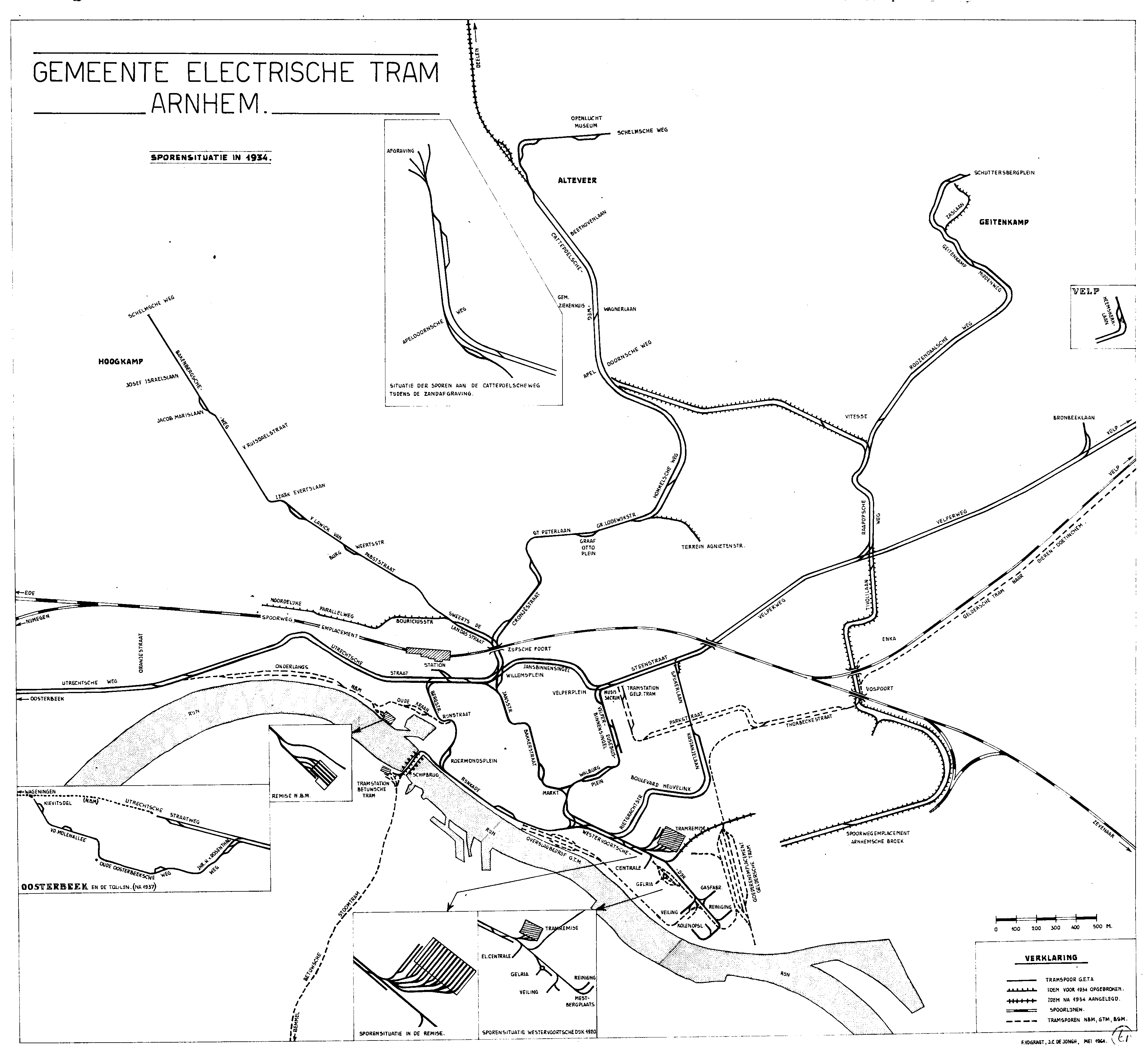
Sporensituatie in mei 1934 van de Gemeente Electrische Tram Arnhem, inclusief de sporen voor zandtransport.

Het zandtransport bij de Arnhemse tram was een grondtransport per tram in periode tussen 1918 en 1925 bij de Arnhemse tram. Met speciale elektrische tramlijnen, bestaand én nieuw materieel werd op grote schaal zand vervoerd om gebieden rondom Arnhem geschikt te maken voor bewoning en industrie.

## Project 1: Het Broek (1918)
In 1916 werd aan de regering een voorstel tot onteigening van een terrein aan de oostzijde van de stad bij de Rijn gezonden, met de naam Het Broek. Voordat tot industriële bebouwing van dit terrein kon worden overgegaan, diende het terrein eerste te worden opgehoogd en geëgaliseerd. Met behulp van afgravingen in het gebied van de toekomstige wijk Geitenkamp kon Het Broek worden opgehoogd en egaal gemaakt worden. Het trambedrijf van de GETA werd ingezet om het zand te vervoeren. Hiervoor waren uitbreidingen nodig aan de bestaande eindpunten van de tramlijnen. Vanaf het eindpunt van tramlijn 3 aan het Graaf Ottoplein naar het gebied bij de huidige Agnietenstraat en Onder de Linden. Aan de andere kant werd de baan uitgebreid van de remise aan de Westervoortschedijk door de Broekstraat naar de stortplaats ter hoogte van Het Broek.
De gemeente sprak met de GETA een vergoeding af tussen de ƒ 0,70-1,00.- per vervoerde m³ zand. Voor ƒ 35.000 werden de trajecten aangelegd, ƒ 8.000 werd uitgegeven voor extra goederenwagons.
In april 1918 ging het zandvervoer per tram van start. Als trekkracht voor de twee zandwagens per combinatie diende een reguliere personentram. Volgens krantenberichten werd er normaliter elke 20 minuten gereden. Aan het eind van 1918 bleek rond de 35.000 m³ zand te zijn vervoerd.

## Tweede project
Voor een tweede zandvervoerproject werden 5 goederenmotorwagens in eigen beheer gebouwd. Dit project behelste de uitbreiding van Het Broek tot 102 hectare. Voor dit project diende rond de 2.500.000 m³ worden vervoerd, meer dan 7 keer zoveel als het eerste project in 1918. Er werd op grote schaal nieuw materieel gekocht. Een dubbelsporige lijn werd aangelegd vanaf het ziekenhuisterrein naar Het Broek via de Hommelscheweg, de Klarenbeekseweide, Rosendaalscheweg en de Raapopscheweg. Een traject van zo'n 6 kilometer met een hoogteverschil van 65 meter. De rails werden overgenomen van de BSM, van de opgeheven tramlijn Elden – Lent. Voor deze tijdelijke tramlijn werden bovenleidingmasten van hout gemaakt. Op de zandafgraving en het stort werd een constructie gemaakt waarbij de bovenleidingportalen vastzaten aan de rails. Op deze plekken veranderde het tracé dikwijls en was dit handig. Overigens waren deze bovenleidingportalen voorzien van een zijleiding, hetgeen het laden en lossen van de trams een stuk eenvoudiger maakte.
Op 29 maart 1921 startte het eerste zandtransport voor het tweede project. Er werd begonnen met drie treinen van elk tien wagens met zand. Nadat enkele wagens voorzien waren van remmers, werden de treinen verlengd tot 13 wagens. Nadat stoomschoppen in gebruik waren genomen kon uiteindelijk de maximale exploitatie worden opgevoerd tot 8 treinen van 15 wagens. In 1922 en 1923 reden de zandtreinen zes dagen per week elke vijftien minuten met 10 km/u. Er werd in beide jaren respectievelijk 1.154.667 m³ en 1.035.820 m³ zand vervoerd.

## Materieel

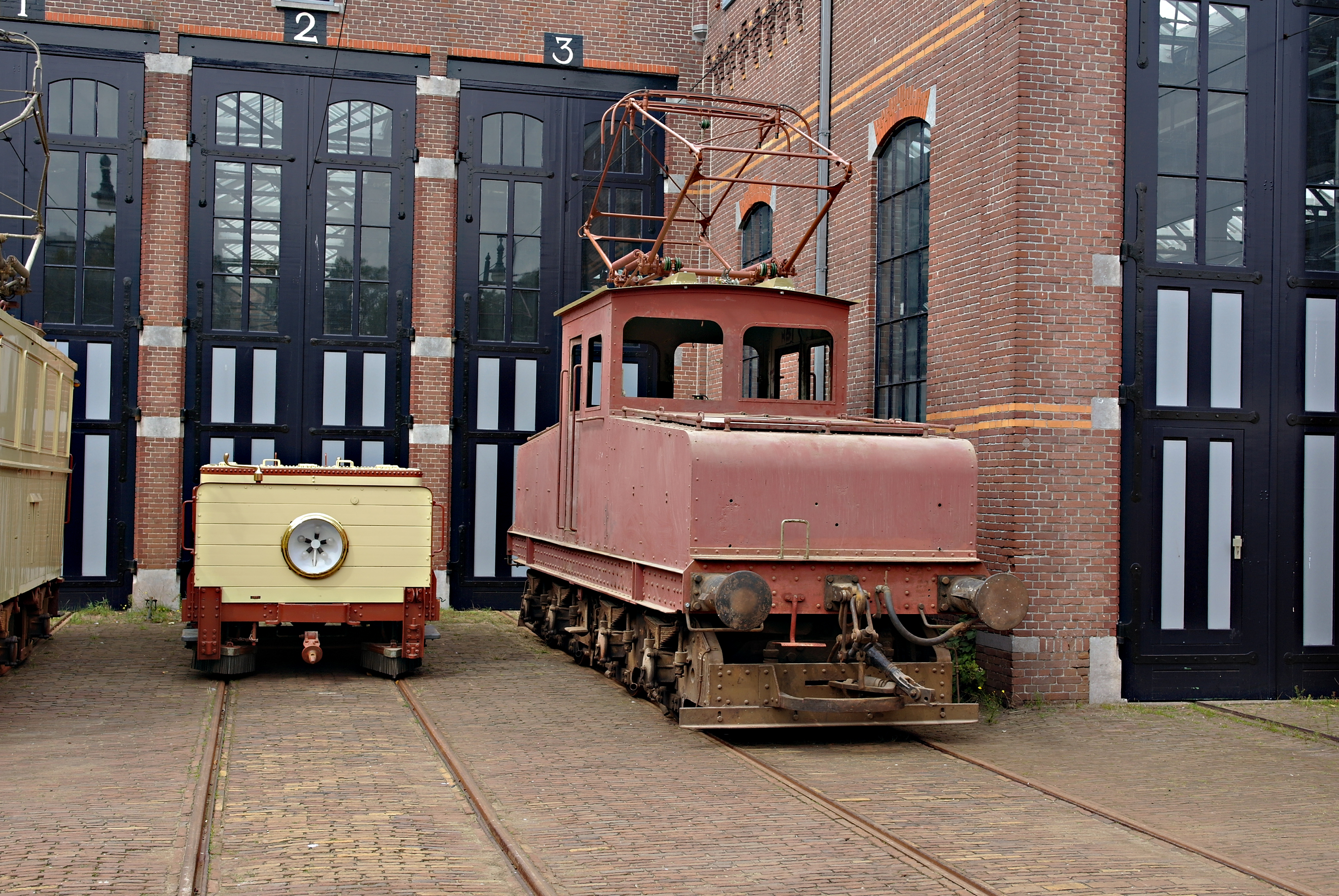
De Haagse museumtramloc 2310. De tramlocomotieven van de Arnhemse serie 39-50 waren gelijkvormig.

Voor dit grootscheepse tweede project werden 12 elektrische tramlocomotieven aangeschaft bij Siemens-Schuckertwerke in Berlijn. Op de bestuurderscabine van de locomotieven was een pantograaf met twee sleepstukken aangebracht. Daarnaast was een zijstroomafnemer gemonteerd voor de trajecten bij de zandafgraving en stort.
Naast de 12 tramlocomotieven werden na een korte zoektocht ook 100 kipwagens (serie 1-100) besteld bij Futter-Hirsch in Neunkirchen. Deze hadden een houten opbouw en capaciteit waarmee gemiddeld 6,7 m³ zand vervoerd werd. Daarnaast werden nog 45 zelflossers besteld bij Krupp met een capaciteit waarmee gemiddeld 5,8 m³ zand kon worden vervoerd. Deze Krupp-wagens waren ook gedeeltelijk voorzien van beremming.

## Einde
Eind februari 1925 werd het zandvervoer beëindigd, toen de verdere uitbreiding van Het Broek stopte nadat bleek dat de gemeente verlies leed op het project.
Van enkele van de 12 elektrische locomotieven werden de motoren gebruikt voor het motoriseren van de bijwagens 43-48 van de Arnhemse tram. Een locomotief (50) bleef tot in de jaren dertig in gebruik bij de Arnhemse tram voor het afvoeren van zand voor kleinere bouwprojecten. Daarnaast werd de loc ook af en toe gebruikt voor het vervoer van Duitse toeristen tussen de Rijnkade en het Openluchtmuseum of Burger's Dierenpark. De normale trammotorwagens van de Arnhemse tram hadden onvoldoende vermogen voor deze lange trams op het hellingrijke tracé. Ergens tussen 1938 en 1940 werd de loc alsnog afgevoerd.
De overige acht locomotieven werden in 1927 overgenomen door een aannemersbedrijf betrokken bij de aanleg van het Julianakanaal. Waarschijnlijk zijn de locs daar niet gebruikt. Ze zijn uiteindelijk gesloopt in Linne.